# 百武兼行
百武 兼行（ひゃくたけ かねゆき、1842年7月14日（天保13年6月7日） - 1884年（明治17年）12月21日）は、日本の洋画家、外交官。日本で最初に洋画・裸婦像を描いた人物・フランスで初めて洋画を学んだ日本人といわれる。龍造寺氏に仕えた戦国武将の百武賢兼の直系の子孫にあたる。

## 人物
幕末・明治維新を経て1871年（明治4年）岩倉使節団を皮切りに計3回渡欧し、この滞欧期間中に洋画を学び製作活動を行う。本来は画家ではなく外務書記官であり、また帰国後には農商務省へ出仕した政府役人である。そのため日本美術史において日本人初の洋画家として評価が確立されていない。
また、日本人で最初にオックスフォード大学へ留学した人物の一人でもある。

## 生立ち
百武兼貞の次男として1842年（天保13年）佐賀城下片田江に生まれる。幼名を安太郎。父兼貞は佐賀藩京都留守居・有田皿山代官などを務め、有田にゴットフリード・ワグネルを招くなどして磁器製法の改良に尽力した佐賀藩士でもある。
百武兼行が8歳のとき、幕末の四賢侯の一人として名高い肥前国佐賀藩10代藩主鍋島直正（鍋島閑叟）から鍋島直大（後に11代藩主）のお相手役に選ばれ、4歳年少の直大からは兄のように慕われ信頼される。

## 滞欧期間

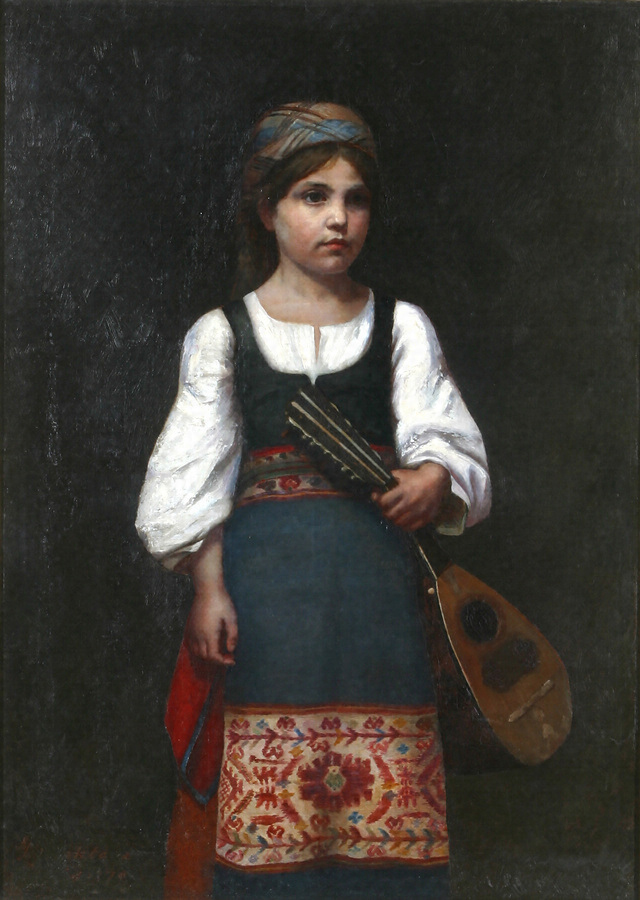
マンドリンを持つ少女（1879年）鍋島報效会蔵

### 第一次滞欧
1871年（明治4年） - 1874年（明治7年）
第一次は岩倉使節団にて、鍋島直大の身の回りの世話役として渡欧。アメリカを経てロンドンに赴き、オックスフォード大学で鍋島直大は文学研究、百武兼行は経済学を学ぶが、1874年（明治7年）に発生した佐賀の乱により帰国することになる。

### 第二次滞欧
1874年（明治7年） - 1879年（明治12年）
1874年（明治7年）、佐賀の乱鎮静化のために鍋島直大とともに帰国したが、帰国時には乱はすでに鎮静されていた。このため同年の内に再び渡英。ロンドンでは主に風景画、パリでは人物画の技法を学ぶ。
1875年（明治8年）から鍋島直大夫人・胤子の油絵稽古のお相手役として英国画家リチャードソンから学ぶ。初めて洋画を学んだのは百武兼行が33歳のときであり、しかも翌年の1876年（明治9年）にはロイヤル・アカデミー・オブ・アーツの展覧会に作品が入選する。代表的なものに「バーナード城」（宮内庁蔵）がある。
1878年（明治11年）に鍋島直大夫妻が帰国した後、鍋島の命でパリに留まり本格的に洋画技術を習得するために、美術学校教授でアカデミー派の大家のレオン・ボナに師事する。1879年（明治12年）にパリから帰国する。

### 第三次滞欧
1880年（明治13年） - 1882年（明治15年）。
駐伊公使となった鍋島直大に随行し、外務書記官としてローマに赴く。
渡欧の際、工部大学校で洋画を指導していた外国人教師アントニオ・フォンタネージの生徒である松岡寿も同行した。また赴任時には同学校の教師としてサン・ジョバンニを推挙している。
ローマでの百武兼行は公務のかたわら街中にアトリエを借り、初めレオン・ボナの友人のチューロン、そしてチューロンの紹介を得て王立ローマ美術学校名誉教授チェーザレ・マッカリの指導を受ける。
ちなみに、この赴任時に描いた「臥裸婦」は、日本人が油絵で描いた最初の裸婦といわれる。

## 晩年
1882年（明治15年）に帰国して農商務省に出仕するが、まもなく肺結核を患い佐賀へ戻り、そのまま1884年（明治17年）に42歳で没した。残された作品も数が少なく約40点ほどといわれている。

## 主な作品
| 作品名               | 制作年   | 技法・素材     | サイズ（縦x横cm） | 所有者                   | 備考 |
| -------------------- | -------- | -------------- | ----------------- | ------------------------ | ---- |
| バーナード城         | 1878年   |                |                   | 宮内庁                   |      |
| 母と子               | 1878年   |                |                   | 佐賀県立有田工業高等学校 |      |
| 少女習作             | 1879年頃 |                |                   | 高岡市美術館             |      |
| ブルガリアの女       | 1879年   | キャンバス油彩 | 81.1x100.2        | 東京芸術大学大学美術館   |      |
| イタリヤ風俗         | 不詳     | キャンバス油彩 | 66.2x56.0         | 東京芸術大学大学美術館   |      |
| マンドリンを持つ少女 | 1879年   |                |                   | 鍋島報效会               |      |
| 裸婦像               | 1881年   | キャンバス油彩 | 82.8x36.3         | 神戸市立博物館           |      |
| 臥裸婦               | 1881年頃 |                |                   | 石橋美術館               |      |
| 裸婦立像             | 1881年頃 | キャンバス油彩 | 200.0x100.5       | 神奈川県立歴史博物館     |      |
| ピエトロ＝ミッカ図   | 1882年   |                |                   | 前田育徳会               |      |